# Visible light communication
Visible light communication (VLC) oftewel "communicatie via zichtbaar licht" is een vorm van data-uitwisseling tussen een zender en een ontvanger.
Zichtbaar licht heeft een golflengte tussen 375 nm en 780 nm en een frequentie tussen 800 THz en 400 THz. De communicatie kan, afhankelijk van de implementatie, verlopen in half-duplex (tegelijk in een richting) of in full-duplex (tegelijk in beide richtingen).
Er wordt bijvoorbeeld gebruikgemaakt van licht-emitterende diodes (leds). Het gebruik van leds is mogelijk een aanvulling op toekomstige generaties van de technologie die potentieel heeft om licht te gebruiken voor toepassingen van geavanceerde technologische communicatie op zeer hoge snelheden die die van de huidige draadloze systemen overtreffen. Een van de doelen van de onderzoekers is de snelheid voor gegevensoverdracht tot boven 100 Mbps in kantoren en huizen toegankelijk maken. Dit door de modulatie van het licht bij verbeterde verlichtingssystemen.

## Geschiedenis[1]
- 1880: De eerste VLC-transmissie (dat was ook de eerste draadloze transmissie in de wereld) werd verzonden in Washington DC op 3 juni 1880 door de Schotse ingenieur, uitvinder, wetenschapper dr. Alexander Graham Bell en zijn toenmalige assistent, Amerikaanse uitvinder Charles Summer Tainter. Ze gebruikten een systeem dat ze hadden ontwikkeld en gepatenteerd genaamd "the Photophone".
- 1931: Dr. Sergius P. Grace, van de Amerikaanse Bell Telephone Laboratories, bepreekte de mogelijkheden voor het gebruik van licht voor draadloze communicatie om het gevaar van afluisteren door anderen te voorkomen.
- 1993: Infrared Data Association (IrDA) werd gevormd met ontwikkeling van goedkoop, inter-operationele infraroodtechnologie.
- 2001: Reasonable Optical Near Joint Access (RONJA) een optisch free-space-apparaat uit Tsjechië, werd het eerste apparaat dat met de snelheid 10 Mbps draadloos met behulp van lichtstralen informatie kan uitzenden. Het bereik van de basisconfiguratie, dat verlengd kan worden is 1,4km.
- 2002: Dr. Stefan Spaarmann ontwikkelde een VLC-systeem, maar kon geen bedrijf vinden, dat het bouw van een prototype zou financieren.
- 2003: Visible Light Communications Consortium (VLCC) is tussen grote Japanse bedrijven tot stand gebracht, om te ontwikkelen, plannen, onderzoeken en standaardiseren van de Japanse VLC-systemen.
- 2004: VLCC demonstreerde op CEATEC Japan 2004 hoe ledlicht systemen kunnen gebruikt worden voor hogesnelheidstransmissie van gegevens naar draagbare en door voertuigen gedragen computers.
- 2005: Het Japanse Ministerie van Land probeerde VLC-communicatietechnologie te gebruiken om informatie te verzenden naar mobiele telefoons in de vertrekhel van Kansai Airport. Doorvoersnelheid werd geschat op 10kbps van fluorescerend lichteenheden en een aantal Mbps uit een ledeenheid.
- 2007: VLC ontwikkeld door NEC werd gedemonstreerd door Fuji Televisie op het International Broadcast Equipment Exhibition (Inter BBE) 2007 in Japan. In die demonstratie een ledverlichte lcd-televisie normaal werkend, verstuurde tegelijk informatie via licht naar een pda. Het toestel was ook in staat de informatie op een veilige manier naar de gekozen individuen te verzenden.
- 2008: Het EU-gefinancierde project OMEGA wil wereldwijde standaarden voor thuisnetwerken ontwikkelen, inclusief het gebruik van optische draadloze verbindingen, gebruikmakend van infrarood en VLC technologie.
- 2008: Een samenwerkingsovereenkomst met betrekking tot een onderzoek en ontwikkeling om de communicatie technologie uit te breiden, werd tussen VLCC en IrDA aangekondigd.
- 2009: Duitse wetenschapper, dr. Stefan Spaarmann stelde dat het probleem van het licht smog kan worden vermeden door de opname van transmissie signalen binnen de optische signalen uit de omgeving (zoals met natuurlijke zicht). Hij benadrukt het belang van het nabootsen van de natuur.
- 2009: Onderzoek werd voortgezet in Japan om haalbare communicatie afstanden voor VLC te verhogen tot honderden meters. Deze werkzaamheden maken mogelijk de overdracht van informatie door het licht van de billboards, en van nieuwe generaties van de verkeerslichten voor auto's en treinen.
- 2010: Center for Ubiquitous by Light (UC-Light) aan de Universiteit van California probeert VLC-technologie verder te ontwikkelen om de communicatie mogelijk te maken tussen een breed scala van elektronische producten, zoals HD-televisies, pc's , pda's en smartphones.
- 2010: Demonstratie met succes uitgevoerd in Japan met de combinatie van VLC met indoor global positioning system (gps).

## Voordelen van VLC
Het gebruik van VLC biedt veel voordelen voor het milieu en bovendien zijn er ook veel commerciële en technische voordelen.

### Milieu
- Minder energie dan conventionele lichtbronnen (bij gebruik van leds).
- Minder afval in het milieu, als gevolg van een lange levensduur (bij gebruik van leds).
- Minder warmte opgewekt (lagere airco rekeningen).
- Veroorzaakt geen elektromagnetische interferentie (EMI).
- Maakt geen gebruik van waardevol geregeld RF-spectrum.

### Commercieel en technisch
- Witte leds zijn opkomend op de markt, maar zullen alomtegenwoordig worden.
- In tegenstelling tot de Infrarood lichtcommunicatie, zijn er geen gezondheidsregelingen omtrent het vermogen.
- Goedkope apparaten.
- Lage installatiekosten (verlichting wordt al geïnstalleerd).
- Lange levensduur (lage onderhoudskosten).
- Niet gereglementeerd spectrum.
- Veiliger dan huidige draadloze verbindingen.
- Kan ook worden gebruikt voor lokalisatie technologie.

## Toepassingen
- Domotica: toegang tot internet, automatisering.
- Transport: communicatie door middel van openbare verlichting, navigatieverlichting voor vliegtuigen (met identificatie van transmissie).
- Ziekenhuizen: apparatuur, communicatie voor personeel zonder probleem van EMI.
- Industrieel: kantoor- en industriële verlichting met ingebouwde communicatie en lokalisatie.
- Publieke sector: voorzien van lokale informatie (van een bepaalde omgeving zoals gelokaliseerde informatie in musea).
- Binnenlandse veiligheid en verdediging: extra beveiligde communicatiemiddelen.